# Udsat boligområde
Udsat boligområde (tłum. obszar mieszkalny narażony na zagrożenia) – duńskie określenie stosowane w ramach zastąpienia stygmatyzującego słowa ghetto, używanego oficjalnie w latach 2010–2021.

## Kryteria
Po zmianach wprowadzonych w 2021 r. obszar mieszkalny narażony na zagrożenia zdefiniowano jako obszar budownictwa socjalnego zamieszkany przez co najmniej 1000 osób, które spełniają co najmniej dwa z czterech następujących kryteriów:
- Odsetek osób w wieku 18–64 lat niepracujących i nieuczących się przekracza 40%
- Odsetek mieszkańców skazanych za naruszenia prawa karnego, prawa dotyczącego broni lub przepisów dotyczących narkotyków jest ponad trzykrotnie wyższy od średniej krajowej
- Odsetek osób w wieku 30–59 lat posiadających jedynie wykształcenie podstawowe przekracza 60%.
- Średni dochód brutto mieszkańców w wieku 15–64 lat (z wyłączeniem osób uczących się) wynosi mniej niż 55% średniego dochodu brutto w danym regionie.

Jeżeli odsetek imigrantów lub potomków imigrantów z krajów spoza Zachodu zamieszkujących dany obszar mieszkalny jest wyższy niż 50%, obszar ten zostaje oficjalnie uznany za społeczeństwo równoległe (duń. parallelsamfund). Obszar mieszkalny, który przez pięć kolejnych lat jest uznawany za społeczeństwo równoległe, zostaje ogłoszony obszarem przebudowy (duń. omdannelsesområde).
Oprócz obszarów mieszkalnych narażony na zagrożenia, od 2021 r. rząd prowadzi i publikuje listę obszarów prewencyjnych (duń. forebyggelsesområder). Obszarem prewencyjnym jest obszar budownictwa socjalnego zamieszkiwany przez co najmniej 1000 osób, który nie spełnia kryteriów udsat boligområde, ale w którym odsetek imigrantów i potomków osób spoza Zachodu przekracza 30% i który dodatkowo spełnia co najmniej dwa z następujących czterech kryteriów:
- Odsetek osób w wieku 18–64 lat niepracujących i nieuczących się przekracza 30%
- Odsetek mieszkańców skazanych za naruszenia prawa karnego, prawa dotyczącego broni lub przepisów dotyczących narkotyków jest ponad dwukrotnie wyższy od średniej krajowej
- Odsetek osób w wieku 30–59 lat posiadających jedynie wykształcenie podstawowe przekracza 60%
- Średni dochód brutto mieszkańców w wieku 15–64 lat (z wyłączeniem osób uczących się) wynosi mniej niż 65% średniego dochodu brutto w danym regionie.

## Stosowane rozwiązania
W 2018 r. podjęto decyzję o ograniczeniu udziału mieszkań socjalnych na obszarach przebudowy do maksymalnie 40%. Aby osiągnąć ten cel, część bloków mieszkalnych przeznaczonych pod budownictwo socjalne jest eksmitowana i przekształcana w mieszkania prywatne i spółdzielcze, inne zaś są burzone.
Osoby pobierające określone świadczenia socjalne napotykają ograniczenia w zakresie przeprowadzki na przebudowywane tereny. To samo dotyczy osób skazanych za przestępstwo, a całe rodziny mogą zostać eksmitowane, jeśli jeden z ich członków zostanie skazany za przestępstwo.
Wszystkie zebrania spółdzielni mieszkaniowych powinny odbywać się w języku duńskim, nawet jeśli niektórzy członkowie zarządu spółdzielni nie znają tego języka.
Zanim dzieci z terenów zagrożonych rozpoczną naukę w szkole, zostają poddane testowi znajomości języka duńskiego i jeszcze przed rozpoczęciem zajęć w szkole zostanie im zaoferowana nauka tego języka.
Wszystkie dzieci, które ukończyły co najmniej rok i mieszkają na terenach o szczególnym zagrożeniu, muszą uczęszczać do przedszkola przez co najmniej 25 godzin tygodniowo, aby mieć okazję uczyć się języka duńskiego oraz poznawać duńskie tradycje i normy, jeśli ich rodzice nie zdecydują się sami na taką naukę. Jeżeli rodzice odmawiają podporządkowania się, mogą utracić prawo do duńskiego zasiłku rodzinnego.